# Першани (Брашов)
Першани (рум. Perșani) насеље је у Румунији у округу Брашов у општини Шинка Веке. Oпштина се налази на надморској висини од 475 m.

## Становништво
Према подацима из 2002. године у насељу је живело 1104 становника.

### Попис2002.
| Расподела становништва по националности 2002.‍ | Расподела становништва по националности 2002.‍ | Расподела становништва по националности 2002.‍ | Расподела становништва по националности 2002.‍ | Расподела становништва по националности 2002.‍ |
| --------------------------------------------- | --------------------------------------------- | --------------------------------------------- | --------------------------------------------- | --------------------------------------------- |
|                                               |                                               |                                               |                                               |                                               |
| Румуни                                        | Румуни                                        |                                               | 697                                           | 63,1%                                         |
| Мађари                                        | Мађари                                        |                                               | 5                                             | 0,5%                                          |
| Роми                                          | Роми                                          |                                               | 402                                           | 36,4%                                         |